# Kviksølvforgiftning
Kronisk kviksølvforgiftning eller mikromerkurialisme/metalsyndrom kan opstå efter mange års tilførsel af kviksølv. Når først kviksølvet er i kroppen, bliver det kun langsomt udskilt. For uorganisk kviksølv er der en halveringstid på 30-60 dage og ved methylkviksølv en halveringstid på 70-90 dage. Methylkviksølv akkumuleret i hjernen har væsentligt længere halveringstid og kan være flere år.
Kviksølv (Hg) er det eneste rene metal, der er flydende ved stuetemperatur. Især på grund af dets miljøfarlighed har anvendelsen af kviksølv været under kraftig reduktion i Danmark igennem de sidste mange år.
Kviksølvs kogepunkt er lavt, hvilket medfører, at der ved stuetemperatur sker en betydelig afdampning af kviksølv. Det betyder også, at kviksølv på dampform kan spredes over tusindvis af kvadratkilometer fra udledningskilden, og at der derfor er lave koncentrationer af kviksølvdamp til stede i atmosfæren.
Kviksølv kan forårsage en række alvorlige skader på sundhed og miljø. Den måske alvorligste er skade på menneskers nervesystem allerede i fosterstadiet med en risiko for langsommere indlæring og udvikling hos børn.

## Symptomer
Hvilke symptomer der opstår, og hvor i kroppen de viser sig, er derfor helt individuelt og beror på en kombination af genetik og livsstil. Typiske symptomer kan f.eks. være:
- abnorm træthed
- hovedpine
- muskel- og ledsmerter
- nervøsitet
- depressioner og angst
- nedsat koncentrationsevne
- hukommelsesproblemer
- kredsløbsforstyrrelser
- synsforstyrrelser
- ustabilt blodsukker
- hyppige infektioner
- allergier
- astma
- metalsmag i munden
- tandkødsbetændelse
- mave-tarmproblemer
- vægttab
- sitren
- øresusen (tinnitus).

Endvidere har det vist sig, at kviksølv også har indflydelse på en række andre sygdomme f.eks. multipel sklerose, fibromyalgi, hjerte-karsygdomme, demens, Alzheimers, autisme, underlivslidelser, brystcancer og reumatiske sygdomme. Kviksølv påvirker immunsystemet, så der sker en svækkelse af modstandskraften overfor sygdomme og infektioner.
Kviksølvs omfattende synderegister skyldes, at stoffet forstyrrer cellernes stofskifte på et meget basalt niveau idet det blokerer eller ændrer visse enzymers virkninger.

## Forskning
Undersøgelser viser, at fostre er særligt modtagelige, og at børns adfærd, indlæringsevne og intelligens kan påvirkes i negativ retning.
"Kviksølvskader varer hele livet. Børn, der som fostre har fået nedsat hjernefunktion af det kviksølv, som deres mor har indtaget med fisk, vokser ikke fra det. En skade, som blev målt, da barnet var syv år, vil også være der, når barnet er 14 år. Det viser den seneste opdatering af forskning i kviksølveksponering fra indtag af fisk, som den danske miljømediciner Philippe Grandjean og internationale forskerkolleger har offentliggjort i lægetidsskriftet “The journal of Peadiatrics. Forskerne konstaterer, at høje niveauer af kviksølv, som overføres fra mor til foster, giver nogle helt bestemte og uhelbredelige hjerneskader.” Ritzau, den 5. feb. 2004
Boyd Haley, professor i medicinsk biokemi fra det samme forskningscenter, opnåede et vigtigt gennembrud i 1993, da han påviste, at ganske små mængder af kviksølv producerer de samme ødelæggende celleskader, der ses ved Alzheimers. En af hjernecellens vigtigste proteiner – tubulin – ødelægges, når kviksølv binder sig til de svovlbrintgrupper, som tubulin indeholder.
Ud fra sin egen forskning blev prof. Haley overbevist om, at kviksølvforgiftning kan forårsage Alzheimerslignende demens, skriver speciallægen.

## Store kviksølvforgiftninger
I 1950-erne blev befolkningen i Minamata i Japan forgiftet af kviksølv ophobet i fisk og andre havdyr og tang fra fabriksudledninger. Mange mennesker blev forgiftet og døde. Kviksølvforgiftning blev også kaldt Minamata-syndromet eller Minamata-sygedommen.
Tikal, en af Maya-kulturens storbyer i Guatamalas jungle, blev formentlig forladt omkring år 900 på grund af en kombination af forgiftninger fra kviksølv og giftige alger.

## Andre facts og links
Den dødelige dosis bliver angivet til mellem 0,3 og 3 gram. 2 til 3 gram kviksølv undslipper fra europæiske krematorier ved forbrænding af et EU-lig. Kviksølv ophobes i miljøet, indholdet her er i de forgangne 300 år mindst tyvedoblet, i fisk og og mange organismer er kviksølvindholdet om muligt mange hundrede gange højere. Og den verdensomspændende brug af amalgam tager åbenbart til f.eks. i lande som Kina og Afrika – betinget af skiftet fra traditionel mad til industriel kost. (Dr. med. Joachim Mutter & CO.med)
Andre kilder til kviksølv er på globalt plan chlor-alkali produktion, guldudvinding i mindre målestok, måle- og kontroludstyr, på lokalt plan forbrændingsanlæg, krematorier og kirkegårde, spildevand fra tandklinikker, fisk, kornbejdser og vacciner.
Om fisk:
I floder, søer og have findes mikroorganismer, som kan methylere uorganisk kviksølv til methylkviksølv [CH3Hg]+, som koncenteres i plankton, for derefter at optages i fiskefødekæden. Methylkviksølv er en meget farligere gift end uorganisk kviksølv på grund af dets evne til at gennemtrænge biomembraner og på grund af dets fedtopløselighed (ophobning i hjernevæv).
Om kornbejdse:
Udsæd af kornarterne (byg, hvede, rug og havre) har været bejdset med kviksølvmidler fra 50’erne til midten af 70’erne. De første fremavlsgenerationer af korn blev dog fortsat bejdset med kviksølvmidler indtil begyndelsen af 80’erne, men forbruget af kviksølv er meget lille efter 1974. Frø af sukkerroer og fodersukkerroer har konsekvent været bejdset i hele perioden. Det vurderes, at de væsentligste midler, som udgør en punktkilde forureningsrisiko, og som samtidig er anvendt i store mængder, er kviksølvmidlerne og i mindre grad lindan. I slutningen af 60’erne udgår alkyl- og methylkviksølvmidlerne, som var mere flygtige (letoptagelige) end de kviksølvmidler, der forsøgtes introduceret i begyndelsen af 70’erne. Alle kviksølvmidler udgår dog i midten af 70’erne, om end de tidligste opformeringsgenerationer af korn får lov til at blive kviksølvbejdset til begyndelsen af 80’erne. Lindan udgår i slutningen af 80’erne og forbydes helt i 1995. (Kilde: Miljøstyrelsen)

## Forgiftning med andre tungmetaller
Andre tungmetaller blokerer ligesom kviksølv for mineraler som selen, jod, magnesium og zink, der er livsvigtige sporelementer. Forgiftning med tungmetaller har mange følger og fører bl.a. til nedsat modstandskraft og fertilitet, autoimmune sygdomme, stofskiftesygdomme, neurologiske sygdomme og overfølsomhedsreaktioner.
- Bly
- Cadmium [7]
- Kobber
- Nikkel

## Eksterne links
- Har du en kronisk kviksølvforgiftning Henrik E. Kock Arkiveret 25. juli 2013 hos  Wayback Machine
- kviksølvforurening gør EU milliarder af euro fattigere. Videnskab.dk
- kviksølvforgiftning. Netdoktor.dk Arkiveret 28. april 2015 hos  Wayback Machine
- Symptomer på kronisk tungmetalforgiftning. Klinik for Tandsundhed